# Modropláštník bělokřídlý
Modropláštník bělokřídlý (Malurus leucopterus) je druh ptáka z rodu modropláštníků (Malurus) čeledi modropláštníkovití (Maluridae).

## Výskyt
Žije v suchých oblastech Střední Austrálie, od středního Queenslandu přes Jižní Austrálii až po Západní Austrálii.

## Popis
Samci mají v období rozmnožování jasně modře zbarvené peří, s bílou skvrnou na křídlech, zatímco samice jsou pískově hnědé se světle modrým peřím a jsou výrazně menší než samci; jako samice jsou zbarveni i mladí ptáci a samci v mimohnízdní době.

## Ekologie
Druh se živí převážně hmyzem, dále pak malým ovocem a listovými pupeny.